# Nikolai Kobelkoff
Nikolai Kobelkoff (russisch Николай Васильевич Кобельков, transkribiert Nikolai Wassiljewitsch Kobelkow; * 22. Juli 1851 in Troizk, damaliges Gouvernement Orenburg, Russisches Kaiserreich; † 19. Januar 1933 in Wien) war ein russischer Schausteller. 

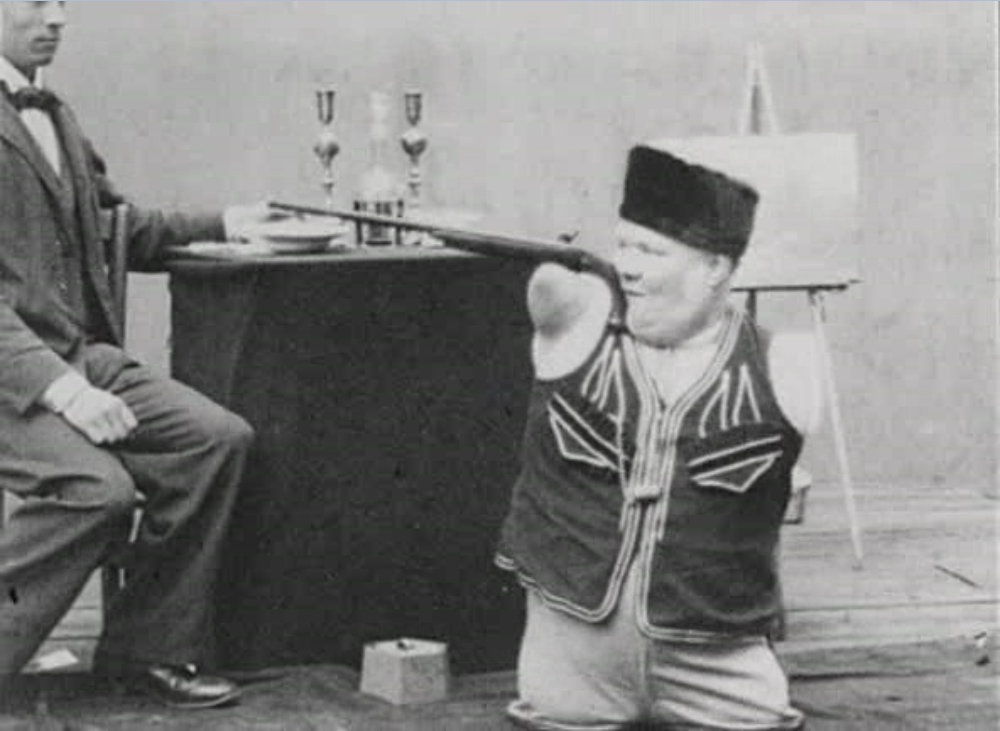
Nikolaï Kobelkoff (1900)

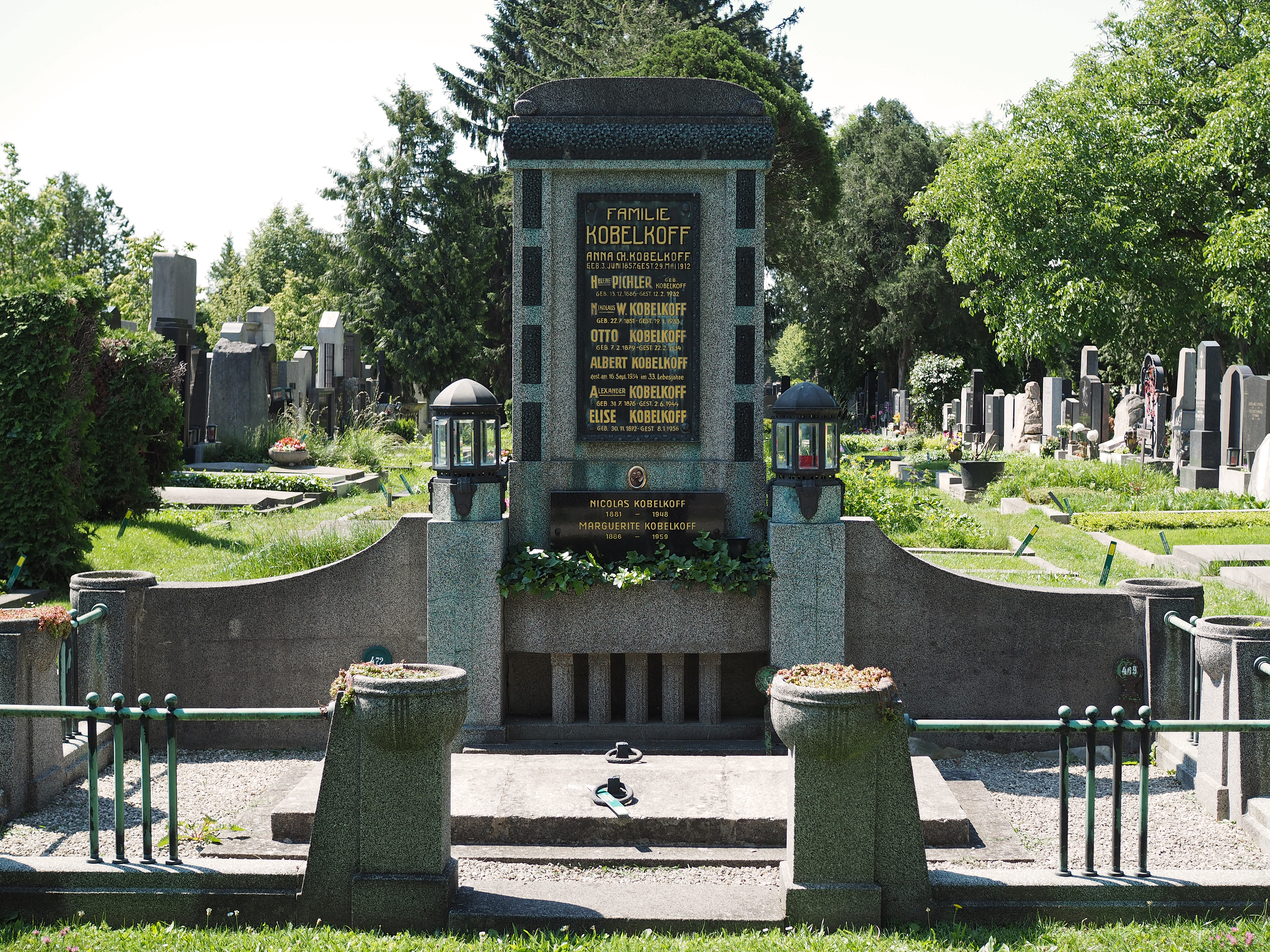
Grab von Nikolai Kobelkoff auf dem evangelischen Friedhof Simmering

Kobelkoff kam als vierzehntes Kind einer Bauernfamilie zur Welt. Bei der Geburt wies er schwere Missbildungen auf, bis auf kurze Stümpfe fehlten sämtliche Gliedmaßen. Er erlernte trotz seiner Behinderung Tätigkeiten wie Schreiben und Zeichnen, indem er Schreibgeräte zwischen Kinn und Armstumpf klemmte. Ab den 1870er Jahren war Kobelkoff durch seine Fertigkeiten und Behinderung auf Kuriositätenschauen und Jahrmärkten als Attraktion unterwegs und gelangte so zu Bekanntheit auf vielen Bühnen Europas und Amerikas. 
1876 heiratete er in Budapest Anna Wilfert, mit der er sechs Kinder zeugte.
Im Jahr 1898 begann er sich für die Möglichkeiten des Films zu interessieren, im Jahr 1900 entstand der Stummfilm „Kobelkoff“, der einen kurzen Ausschnitt aus seinem Bühnenprogramm zeigte. Dies blieb seine einzige Filmaufnahme; sie wird im Filmarchiv Austria aufbewahrt.
Durch seine Vorführungen wohlhabend geworden, errichtete Kobelkoff 1913 im Wiener Prater ein eigenes Fahrgeschäft, den Toboggan, und wurde zu einer Berühmtheit des Praters und der Wiener Gesellschaft. Das Fahrgeschäft befand sich bis in die 1970er Jahre im Besitz von Kobelkoffs Familie.
Kobelkoff starb im Januar 1933 in seinem Haus in Wien, ein Teil seiner Show-Utensilien ist heute im Wiener Museum für Unterhaltungskunst (MUK) ausgestellt. Kobelkoffs ehrenhalber gewidmetes Grab befindet sich auf dem evangelischen Friedhof Simmering.